# Daniel S. Lamont
Pour les articles homonymes, voir Lamont.
Daniel Scott Lamont, né le 9 février 1851 à McGrawville et mort le 23 juillet 1905 à Millbrook (New York), est un homme politique américain. Membre du Parti démocrate, il est secrétaire à la Guerre entre 1893 et 1897 dans la seconde administration du président Grover Cleveland.